# Wirus umysłu
Wirus umysłu (ang. mind virus, virus of the mind) – w ujęciu memetyki – bezużyteczne mempleksy, replikujące się w umysłach wielu ludzi, prowadzące do negatywnych skutków.
Pojęcie szerzej zostało opisane w książce Richarda Brodiego Wirus umysłu. W pozycji tej analogie pomiędzy genami, kodem komputerowym i memami rozciągnięto na wirusy biologiczne, których odpowiednikami w świecie komputerów są wirusy komputerowe, natomiast w świecie memów właśnie wirusy umysłu. Brodie dzieli wirusy umysłu na tworzące się spontanicznie (wirusy kulturowe) i tworzone świadomie (wirusy-wynalazki).
Krytyczny stosunek wobec koncepcji wirusa umysłu przedstawił Mariusz Biedrzycki w pracy Genetyka kultury, gdzie stwierdził, że replikowanie się memów jest bliższe replikacji prionów w biologii niż replikacji wirusów biologicznych.
Według niektórych, antyteistycznych naukowców zajmujących się memetyką przykładami „wirusów umysłu” są przede wszystkim religie, z których niemal każda zawiera nakaz głoszenia danej wiary wśród niewierzących i innowierców. Te religie, które nie posiadają takiego nakazu, mają mniejsze szanse na przetrwanie.
Richard Brodie w swej książce wyraził również pogląd, że dzięki praktykowaniu zen można oczyścić umysł z niepotrzebnych memów, jakie w trakcie tej praktyki można sobie uświadomić. Na medytację wskazuje też Blackmore, gdy opisuje problem pierwszeństwa decyzji w stosunku do jej uświadamiania.